# 茨城県立土浦第一高等学校の人物一覧
茨城県立土浦第一高等学校の人物一覧（いばらきけんりつつちうらだいいちこうとうがっこうのじんぶついちらん）は、茨城県立土浦第一高等学校に関係する著名な人物の一覧記事。

## 著名な出身者

### 政界
- 風見章（中03） - 元衆議院議員、元司法大臣、元内閣書記官長（旧制下妻中学校へ転校）
- 小野瀬忠兵衛（中xx） - 元衆議院議員
- 池田峯雄（中28） - 元衆議院議員
- 狩野明男（高05） - 元衆議院議員、元参議院議員
- 櫻井富夫（高10） - 元茨城県議会議員、元茨城県議会議長、常総学院理事長
- 中川清（高16） - 元茨城県土浦市長
- 渡辺孝男（高20） - 医師、米沢市立病院事業管理者・元院長、元参議院議員、元厚生労働副大臣
- 今泉文彦（高23） - 元茨城県石岡市長
- 石井章（定xx） - 参議院議員、元衆議院議員
- 青山大人（高49） - 衆議院議員、元茨城県議会議員
- 五十嵐立青（高49） - 茨城県つくば市長

### 官界
- 高須四郎（中03） - 海軍大将、元南西方面艦隊司令長官（一時連合艦隊司令長官を臨時代行）、海軍大学校長、勲一等旭日大綬章
- 川並密（中08） - 陸軍中将、通信兵監、陸軍通信学校校長、第十四師団長、第四十四師団長
- 色川幸太郎（中19） - 最高裁判所判事、大阪弁護士会会長
- 小幡政人（高15） - 国土交通事務次官、元鉄道建設・運輸施設整備支援機構理事長
- 雨貝二郎（高16） - 人事院公平局長、人事院公務員研修所長、元ダイエー会長
- 市村陽典（高18） - 行政不服審査会長、元仙台高等裁判所長官
- 奈須野太 - 経済産業省産業技術環境局長、元中小企業庁次長

### 財界
- 武井大助（中03） - 安田銀行社長、文化放送社長、海軍省経理局長
- 岡野保次郎（中09） - 三菱重工業社長、日本原子力文化振興財団理事長
- 高杉晋一（中09） - 三菱電機初代社長、海外経済協力基金総裁
- 幡谷祐一（中40） - 茨城県信用組合会長、全国信用協同組合連合会会長
- 大久保幸夫（高31） - リクルートワークス研究所所長、元内閣府参与
- 守安功（高44） - ディー・エヌ・エー代表取締役社長

### 学界
- 山口剛（中01） - 早稲田大学文学部教授
- 中西秀男（中17） - 早稲田大学教育学部名誉教授、英文学
- 野口祥昌（中17） - 北海学園札幌高等学校校長、北海学園理事長代行
- 東郷正延（中26） - 東京外国語大学名誉教授、元日本ロシア文学会会長
- 茂在寅男（中30） - 東京商船大学（現：東京海洋大学）名誉教授、東京商船大学歌作詞者
- 中野政樹（中47） - 東京芸術大学名誉教授、元芸術学部芸術学科教授
- 海野福寿（中48） - 明治大学名誉教授
- 栗原行雄（高05） - 早稲田大学文学部教授、英文学
- 石田晴久（高07） - 東京大学名誉教授、日本インターネット協会名誉会長、元日本ネットワークセキュリティ協会長
- 井小萩利明（高18） - 東北大学名誉教授、元東北大学流体科学研究所長、元東北大学国際高等研究教育機構長、元日本混相流学会会長
- 吉田克己（高19） - 早稲田大学教授、北海道大学名誉教授、元北海道大学法学部長、日本学術会議会員
- 杉浦則夫（高20） - 筑波大学名誉教授
- 中島望（高20） - 大阪大学名誉教授
- 吉波弘（高22） - 青山学院大学文学部英米文学科教授
- 一ノ瀬正樹（高28） - 東京大学名誉教授、哲学、和辻哲郎文化賞、中村元賞受賞
- 渡邉康行（高28） - 一橋大学大学院法学研究科教授、元九州大学教授
- 蜂谷豊彦（高32） - 一橋大学副学長、商学部教授、商学部長、経営管理研究科長
- 長有紀枝（高34） - 立教大学社会学部教授、難民を助ける会理事長
- 香取秀俊（高35）　東京大学大学院工学系研究科物理工学専攻教授、 日本学士院賞、紫綬褒章、フィリップ・フランツ・フォン・ジーボルト賞、藤原賞、仁科記念賞受賞
- 西成活裕（高37） - 東京大学先端科学技術研究センター教授、講談社科学出版賞受賞
- 仁平典宏（高46） - 東京大学大学院教育学研究科教授、損保ジャパン記念財団賞受賞
- 熊倉和歌子（高50） - 慶應義塾大学経済学部教授、日本学術振興会賞、ヘレンド賞受賞

### 文化・芸術
- 熊岡美彦（中06） - 画家、「緑衣」で帝国美術院賞
- 永瀬義郎（中07） - 版画、帝展入選、日本版画協会創立会員
- 矢口達（中07） - 英文学者、翻訳家
- 高田保（中12） - 作家、コラムニスト、「ブラリひようたん」
- 下山千秋（中12） - 作家、思想家、「天国の記録」、「街のルンペン」
- 鶴岡義雄（中36） - 日本芸術院会員、二科会理事長、二科会名誉理事、日本芸術院賞受賞
- 柳生博（高07） - 俳優、日本野鳥の会会長
- 佐賀純一（高11） - 作家、医師、ニューズウィーク誌「世界が尊敬する日本人100人」に選
- 坂本栄（高16） - ジャーナリスト、時事通信社解説委員、常陽新聞社長
- 薄井ゆうじ（高19） - 作家、『樹の上の草魚』で第15回吉川英治文学新人賞受賞
- 小室みつ子（高28） - 作詞作曲家、TM NETWORKなどへ歌詞の提供
- 鷹岬諒（高34） - 漫画家
- 来栖正之（高35） - MBS毎日放送アナウンサー
- 小沼雄一（高36） - 映画監督
- 大和田秀樹（高40） - 漫画家
- 中村義洋（高41） - 映画監督、脚本家
- 鈴木健一（高42） - NHKアナウンサー
- 立川志のぽん（高47） - 落語家、立川流二つ目
- 能町みね子（高49） - エッセイスト
- 西美香[1]（高54） - チューリップテレビアナウンサー
- 鈴木健太（高55） - MBS毎日放送社員、元同局アナウンサー

### スポーツ
- 木内幸男（高03） - 取手二高野球部監督、常総学院高等学校野球部監督、甲子園優勝3回、準優勝2回
- 岡野義光（高08） - 元プロ野球選手
- 安藤統男（高10） - 元プロ野球選手・監督、解説者、評論家
- 井尻哲也 - 北海道日本ハムファイターズアナリスト
- 髙﨑康嗣 - サッカー指導者
- 清水智士 - サッカー指導者

## 歴代校長
- 分校、今井恒郎（本校（旧制茨城尋常中学）校長）、土浦分校主任は畑勇吉（1897年 - 1899年）
- 分校、井手佐三郎（本校（旧制茨城尋常中学）校長）、土浦分校主任は福山義春（1899年 - 1900年）
- 初代、福山義春（1900年 - 1904年）、帝国大学（現在の東京大学）卒、水戸中学校長
- 2代、遣沢恒猪（1904年 - 1906年）、高等師範（現在の筑波大）卒、前任は龍ヶ崎中学校長
- 3代、幸津國太郎（1906年 - 1919年）、前任は群馬県太田中学（現在の太田高校）、香川県・東京府で歴任
- 4代、臼井弘（1919年 - 1925年）、前任は新潟県新発田中学（現在の新発田高校）校長
- 5代、桜井信郎（1925年 - 1930年）、前任は鉾田中
- 6代、塚田節（1930年 - 1936年）、以前に下妻中学校長、後に水海道町長
- 7代、宗光杢太郎（1936年 - 1946年）、前任は竜ヶ崎中学校長、前々任は太田中学校長
- 8代、今宮千勝（1946年 - 1947年）、茨城県内政部地方視学官
- 9代、小田文雄（1947年 - 1949年）
- 10代、渡邊文弥（1949年 - 1955年）
- 11代、長島俊三郎（1955年 - 1957年）、中19卒、茨城文芸家協会初代会長
- 12代、上野剛（1957年 - 1959年）、前任は下妻一高校長、後に太田一高校長、第9代県高校野球連盟会長
- 13代、山本英（1959年 - 1964年）
- 14代、長南俊雄（1964年 - 1965年）、中21卒、前任は土浦三高校長
- 15代、山口勇吉（1965年 - 1968年）、中27卒
- 16代、橋本一郎（1968年 - 1972年）、中31卒、後に水戸一高校長
- 17代、田中義雄（1972年 - 1974年）、後に水戸商業高校長、第11代県高校野球連盟会長
- 18代、遠藤俊夫（1974年 - 1980年）、中38卒、国立教育会館分館長
- 19代、岡野全之（1980年 - 1984年）、中39卒
- 20代、大貫力（1984年 - 1986年）、後に水戸一高校長、国立教育会館つくば分館長
- 21代、横田尚義（1986年 - 1988年）、中44卒、東京高師卒、前任は竹園高校長、退官後東洋大学附属牛久高等学校長
- 22代、毛利方雄（1988年 - 1990年）、第19代県高校野球連盟会長
- 23代、清水健三（1990年 - 1992年）、前任は牛久栄進高校長
- 24代、大曽根宏亮（1992年 - 1994年）、高04卒、第22代県高校野球連盟会長、退官後常総学院校長
- 25代、青山和義（1994年 - 1998年）、高08卒、第24代県高校野球連盟会長、退官後常総学院校長
- 26代、長瀬宗男（1998年 - 2001年）、高11卒、県高校長協会長、前任は県参事兼高校教育課長
- 27代、三輪志郎（2001年 - 2003年）、高13卒、前任は牛久高校長
- 28代、山田隆士（2003年 - 2005年）、高15卒、前任は県教育庁次長、前々任は牛久栄進高校長、退官後智学館中等教育学校校長
- 29代、村松輝美（2005年 - 2009年）、高19卒、前任は牛久栄進高校長、退官後土浦日本大学高等学校長
- 30代、市村仁（2009年 - 2011年）、県高校体育連盟会長、前任は牛久栄進高校長、退官後茨城県体育協会専務理事
- 31代、武井秀一（2011年 - 2013年）、高23卒、元県高校野球連盟会長、前任は土浦二高校長、退官後筑波大学生宿舎管理事務所長
- 32代、豊崎利明（2013年 - 2015年）、高25卒、前任は牛久高校長
- 33代、横島義昭（2015年 - 2017年）、前任は県教育庁高校教育課長、退官後つくば国際大高校長
- 34代、杉田幸雄（2017年 - 2019年）、前任は古河中等教育学校長、前々任は総和高校校長
- 35代、植木邦夫（2019年 - 2021年）、前任は古河中等教育学校長、前々任は真壁高校校長
- 36代、中澤斉（2021年 - 2023年）、高33卒、前任はつくば工科高校長
- 37代、プラニク・ヨゲンドラ（2023年 - ） 、民間人公募